# Cybianthus regnellii
Cybianthus regnellii är en viveväxtart som beskrevs av Carl Christian Mez. Cybianthus regnellii ingår i släktet Cybianthus, och familjen viveväxter. Inga underarter finns listade i Catalogue of Life.